# Бурхание
Бурхание (на турски: Burhaniye) е град, разположен във вилает Балъкесир, в северозападната част на Турция. Населението на града през 2010 година е 39 840 души.

## Население
- 1927 – 5355 жители
- 1940 – 5619 жители
- 1950 – 6362 жители
- 1960 – 10 281 жители
- 1970 – 12 079 жители
- 1990 – 21 805 жители
- 1997 – 24 325 жители
- 2000 – 31 227 жители
- 2007 – 36 696 жители
- 2010 – 39 840 жители

## Личности
- Зерин Текиндор – актриса